# Aponogeton kimberleyensis
Aponogeton kimberleyensis är en enhjärtbladig växtart som beskrevs av Carl Barre Hellquist och Surrey Wilfrid Laurance Jacobs. Aponogeton kimberleyensis ingår i släktet Aponogeton och familjen Aponogetonaceae. Inga underarter finns listade.